# Antaresia
Genre
Antaresia est un genre de serpents de la famille des Pythonidae. 

## Répartition
Les 4 espèces de ce genre se rencontrent en Australie et dans le sud de la Papouasie-Nouvelle-Guinée.

## Description
Ce sont des serpents constricteurs ovipares.

## Liste d'espèces
Selon The Reptile Database (24 avril 2014) :
- Antaresia childreni (Gray, 1842) - Python de Children
- Antaresia maculosa (Peters, 1873) - Python tacheté
- Antaresia perthensis (Stull, 1932) - Python pygmée
- Antaresia stimsoni (Smith, 1985) - Python de Stimson

## Publication originale
- Wells & Wellington, 1984 "1983" : A synopsis of the class Reptilia in Australia. Australian Journal of Herpetology, vol. 1, no 3/4, p. 73-129 (texte intégral).